# Keisha Castle-Hughes
Keisha Castle-Hughes (Donnybrook, 24 de março de 1990) é uma atriz australiana, naturalizada neozeolandesa. Ela foi a segunda atriz mais jovem a concorrer ao Oscar de Melhor Atriz, por sua atuação em Whale Rider, de 2002, aos 13 anos (a mais nova é Quvenzhané Wallis, indicada em 2013 com apenas 9 anos de idade, pelo filme Beasts of the Southern Wild).

## Carreira

### Início de carreira
Em 2003, Castle-Hughes fez sua estreia no filme Encantadora de Baleias, no qual ela desempenhou o papel principal de Paikea Apirana (Pai) .
Ela não havia tido qualquer experiência anterior de atuação e então, quando as filmagens começaram na Nova Zelândia no final de 2001, a atriz de 11 anos foi diretamente da sala de aula de sua escola em Auckland para o set de filmagem.
Castle-Hughes recebeu a aclamação da crítica por sua performance e o filme a transformou numa celebridade internacional. Em 2004 ela recebeu uma indicação ao Oscar de Melhor Atriz na 76 premiação da Academia. Embora não tenha saído ganhadora, se tornou a pessoa mais jovem a ser indicada nessa categoria e a primeira da polinésia a ser nomeada.

### Presente: projetos recentes e atuais
Em 2007, Castle-Hughes apareceu no Australian comédia-drama filme Hey, Hey, é Esther Blueburger, que foi filmado no final de 2006. Ela se reuniu com a Nova Zelândia diretora Niki Caro para a adaptação cinematográfica de Luck O Vintner é, que teve sua internacionais estreia em setembro de 2009. Ela também terá um papel de protagonista no Dream Mona, a história de Mona Mahmudnizhad . Em março de 2010, Castle-Hughes co-estrelou como o Criador da série americana semanal, Legend of the Seeker . Ela estrelou o filme de horror japonês Vampire, e ela também desempenhou um papel recorrente como flatmate Axl em The Johnsons Todo-Poderoso ,que estreou em 2011.
Em 2014, durante a San Diego Comic Con, foi anunciado que Castle-Hughes se juntaria ao elenco de Game of Thrones como Obara Sand, filha bastarda do falecido Oberyn Martell que durante a 5ª temporada procurará vingança em nome de seu pai.

## Vida pessoal
Em outubro de 2006, foi anunciado que Castle-Hughes e Bradley Hull estavam esperando seu primeiro filho juntos. Sua filha Felicity-Amore nasceu em 25 de abril de 2007. Keisha atualmente reside em Auckland.
Castle-Hughes fez campanha para o Greenpeace como parte da campanha de clima SignOn.org.nz. Nova Zelândia o primeiro-ministro John Key inicialmente admoestou-a a "furar a agir", mas ofereceu uma semana mais tarde para discutir as questões com ela mais de uma xícara de chá depois de ter mantido ela sabia mais sobre eles do que ele lhe deu crédito.[carece de fontes?]

## Filmografia
| Ano       | Filme                                      | Papel                    | Notas |
| --------- | ------------------------------------------ | ------------------------ | --- |
| 2002      | Encantadora de Baleias                     | Paikea                   | Nomeações Oscar de melhor atriz Teen Choice Awards David di Donatello Washington DC Area Film Awards Critics Association Chicago Film Critics Association Phoenix Film Critics Society Prémio Screen Actors Guild para Melhor Actriz Secundária num Filme Prêmios Critics' Choice Award Cinema de Nova Zelândia e Awards TV NAACP Image Awards Young Artist Awards |
| 2005      | Star Wars Episode III: Revenge of the Sith | Rainha Apailana de Naboo | Participação especial |
| 2006      | The Nativity Story                         | Maria                    | |
| 2008      | Hey Hey It's Esther Blueburger             | Sunni                    | |
| 2008      | Piece of My Heart                          | Jovem Kat                | televisão |
| 2009      | The Vintner's Luck                         | Celeste                  | |
| 2010      | Legend of the Seeker                       | Maia                     | televisão |
| 2011      | Mona's Dream                               |                          | |
| 2011      | The Almighty Johnsons                      | Gaia/Iduna               | |
| 2014      | The Walking Dead                           | Joan                     | participação |
| 2015–2017 | Game of Thrones                            | Obara Sand               | 8 episódios |
| 2014      | Queen of Carthage                          | Simi                     | |
| 2016      | Roadies                                    | Donna Mancini            | Papel regular |
| 2017      | Thank You for Your Service                 | Alea                     | |
| 2017      | Manhunt: Unabomber                         | Tabby Milgrim            | |
| 2019–2020 | FBI                                        | Hana Gibson              | 2 episódios |
| 2020–2025 | FBI: Most Wanted                           | Hana Gibson              | Papel principal |